# Kanton Rocheservière
Kanton Rocheservière (fr. Canton de Rocheservière) je francouzský kanton v departementu Vendée v regionu Pays de la Loire. Tvoří ho šest obcí.

## Obce kantonu
- L'Herbergement
- Mormaison
- Rocheservière
- Saint-André-Treize-Voies
- Saint-Philbert-de-Bouaine
- Saint-Sulpice-le-Verdon